# Aloe mitis
Aloe mitis é uma espécie de liliopsida do gênero Aloe, pertencente à família Asphodelaceae.